# Hibana arunda
Hibana arunda là một loài nhện trong họ Anyphaenidae.
Loài này thuộc chi Hibana. Hibana arunda được Norman I. Platnick miêu tả năm 1974.